# Meo da Siena
Meo da Siena, oppure Meo di Guido da Siena (Siena, XIII secolo – XIV secolo), è stato un pittore italiano, considerato l'artista più significativo nell'ambiente perugino del primo Trecento e anche il pittore più richiesto per le tavole d'altare a Perugia tra secondo e quarto decennio del Trecento.

## Biografia

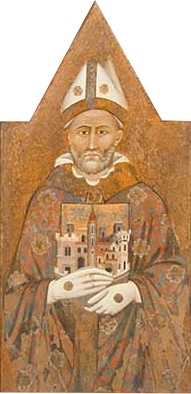
Il vescovo di Perugia Sant'Ercolano con un modello della città, 1320

Il padre di Meo da Siena, il pittore Guido da Siena, è al centro di un dibattito riguardante l'identificazione, perché ci sono numerosi artisti senesi omonimi negli anni che vanno dalla fine del XIII secolo e l'inizio del successivo.
Qualche storico dell'arte come Mariotti lo ha identificato con l'esecutore della celebre Maestà senese nella basilica di San Domenico, datata 1221, ma non tutti gli esperti concordano.
Meo da Siena lavorò a Firenze e soprattutto a Perugia, dove sono presenti quasi tutte le opere attribuite a lui, anche se gli storici non concordano sulla cronologia delle opere e sulla data del suo arrivo a Perugia.
Fu seguace di Duccio di Buoninsegna, il primo maestro della scuola senese.
La carriera e la personalità di Meo da Siena sono incentrate nella sua unica opera firmata, il polittico n.22 della Galleria nazionale dell'Umbria, una Madonna con il Bambino e santi, databile intorno al 1319.

Il polittico proviene dalla 
chiesa abbaziale benedettina di Montelabate, dove sono presenti altre opere di Meo da Siena, ed è caratterizzato dalle figure a mezzo busto ispirate da Andrea Vanni, oltre che influenzate iconograficamente dal Duccio e da Pietro Lorenzetti.
L'opera mostra lo stile tipico di Meo da Siena, con i personaggi un po' rigidi e ieratici, dai volti allungati e descritti da disegni vigorosi e ombreggiature profonde, in un colore a intonazione bassa. La tecnica è accurata, ricca di particolari e motivi decorativi raffinati, anche se i panneggi non risultano sempre fluidi e musicali come quelli di Duccio.
Si trovano nello stesso museo anche le due tavole con la Madonna col Bambino nn.23 e 24 e il pentittico n.25. Ancora a Perugia, presso il Museo della cattedrale, si conserva un trittico con la Madonna con il Bambino, il Redentore e santi.
La Madonna col Bambino n.24, originaria della chiesa perugina di Santa Maria della Misericordia, costituisce una porzione centrale di un dossale d'altare a più figure, tra le quali quella di un santo vescovo e quella del donatore.
La Madonna col Bambino pentittico n.25 proviene dalla chiesa perugina di San Domenico, anche se persiste qualche incertezza sull'originaria collocazione.
Tra le attribuzioni si può menzionare quella proposta dallo storico dell'arte Weigelt nel 1909, del paliotto a doppia faccia dello Städelsches Kunstinstitut di Francoforte sul Meno, con una  Vergine in trono, datato 1333 e per lungo tempo considerato una predella,
oltre che una Madonna col Bambino nella chiesa di Santa Maria Maggiore a Firenze, con evidenti caratteri bizantineggianti.
Lo stile di Meo da Siena ricevette influenze da Segna di Bonaventura, Pietro Lorenzetti, Vigoroso da Siena e Simone Martini, dalla scuola bolognese per il chiaroscuro denso e corposo, dalle opere presenti nei cicli pittorici della basilica di San Francesco, dalla pittura boema per l'iconografia, ed è considerato l'artista più significativo nell'ambiente perugino del primo Trecento e anche il pittore più richiesto per le tavole d'altare a Perugia tra secondo e quarto decennio del Trecento.
Di Meo da Siena non si conoscono con precisione il luogo e la data di morte.

## Opere
- Madonna con il Bambino e santi, polittico n.22, 1319, Galleria nazionale dell'Umbria;
- Madonna col Bambino n.23, Galleria nazionale dell'Umbria;
- Madonna col Bambino n.24, Galleria nazionale dell'Umbria;
- Madonna col Bambino, pentittico n.25, Galleria nazionale dell'Umbria;
- Madonna col Bambino, chiesa di Santa Maria Maggiore, Firenze;
- Madonna con il Bambino, il Redentore e santi, trittico, Museo della cattedrale, Perugia;
- Vergine in trono, paliotto a doppia faccia, 1333, Städelsches Kunstinstitut, Francoforte sul Meno.